# Cedarpelta
Cedarpelta é um género extinto de anquilossaurídeo que viveu na América do Norte durante o Cretáceo Superior, é conhecido graças aos fósseis recuperados em pedreiras no Utah Oriental datando de 116 e 109 milhões de anos. O seu crânio não possuia ornamentos, uma característica que tem sido interpretada como plesiomórfica para os anquilossaurídeosos.
O nome científico significa "escudo de Cedar Mountain e de Bilbey e Hall ", na realidade o nome do gênero deriva da junção de formação de Cedar Mountain com o termo em latim pelta (forma de escudo crescente), já a denominação da espécie deriva de Sue Ann Bilbey e Hall Evan, descobridores da localidade tipo.

## Descrição
Carpenter et al. (2001) diagnosticou a presença no Cedarpeltade de um longinquo pterigóide rostro-caudal com orientção caudolateral, com seis dentes cónicos da pré-maxila em linha reta com o ísquio. A presença de dentes pré-maxilares é uma característica plesiomórfica pois ela está presente em primitivos ornitísquios. Em contraste, a abertura de fechamento do lado do crânio por detrás da órbita, fenestra temporal lateral, é um avançado carácter apomórfico só conhecido nos anquilossaurídeos.
São conhecidos dois crânios, sendo o comprimento destes estimado em 60 centímetros. Significativamente um dos crânios do Cedarpelta foi encontrado desarticulado, o que permitiu um exame paleontológico único dos ossos de forma individual em vez de limitar o estudo a ossadas unificadas.
O espécime designado como holótipo do Cedarpelta bilbeyhallorum (CEUM 12.360) consiste de um crânio articulado incompleto sem o focinho e mandíbulas.

## Filogenia
Cedarpelta bilbeyhallorum foi considerado por Carpenter et al. (2001) como sendo intimamente relacionado com o Gobisaurus domoculus, da região norte-central da China e com o Shamosaurus scutatus da Mongólia, sendo colocdo no taxon da família Anquilosauridae Família do Taxon. Entretanto Vickaryous et al. (2004), indica o Cedarpelta como membro da família Nodosauridae, mais estreitamente relacionado com o Pawpawsaurus campbelli, Silvisaurus condrayi e o Sauropelta edwardsorum.  No entanto, o novos materiais confirmam a identidade original estabelecida por Carpenter et al. de que seria um primitivo anquilosaurideo.